# Fenestrolaimus murmanicus
Fenestrolaimus murmanicus är en rundmaskart som beskrevs av Nikolai Nikolaievich Filipjev 1927. Fenestrolaimus murmanicus ingår i släktet Fenestrolaimus och familjen Enoplidae. Inga underarter finns listade i Catalogue of Life.